# Yaul
Le yaul est une langue papoue parlée en Papouasie-Nouvelle-Guinée dans la province de Sepik oriental.

## Classification
Le yaul constitue avec le mongol et le langam les langues mongol-langam, une des familles de langues papoues.